# Etapa de Guaporé da Fórmula Truck

Mapa do autódromo.

A Etapa de Guaporé da Fórmula Truck é um dos circuitos mais tradicionais da Fórmula Truck, realizada no Autódromo Internacional de Guaporé, em Guaporé, no Rio Grande do Sul.
A Truck realiza provas em Guaporé desde 1995 no ano de estreia inaugural da categoria, quando ainda não era homologada pela CBA. 

## Campeões
- 2015 - Wellington Cirino